# The Ultimate Fighter 23 Finale
The Ultimate Fighter 23 Finale var en MMA-gala som arrangerades av Ultimate Fighting Championship och ägde rum 8 juli 2016 i Las Vegas i USA. 

## Resultat
1. ↑  Titelmatch i stråvikt.